# Wspólnota administracyjna Rothenburg ob der Tauber
Wspólnota administracyjna Rothenburg ob der Tauber – wspólnota administracyjna (niem. Verwaltungsgemeinschaft) w Niemczech, w kraju związkowym Bawaria, w rejencji Środkowa Frankonia, w regionie Westmittelfranken, w powiecie Ansbach. Siedziba wspólnoty znajduje się w mieście Rothenburg ob der Tauber, przy czym ono samo nie wchodzi w jej skład. Przewodniczącym jej jest Robert Karr.
Wspólnota administracyjna zrzesza osiem gmin wiejskich (Gemeinde): 
- Adelshofen, 975 mieszkańców, 27,18 km²
- Gebsattel, 1 730 mieszkańców, 19,12 km²
- Geslau, 1 358 mieszkańców, 41,97 km²
- Insingen, 1 134 mieszkańców, 21,33 km²
- Neusitz, 2 025 mieszkańców, 13,79 km²
- Ohrenbach, 598 mieszkańców, 22,74 km²
- Steinsfeld, 1 211 mieszkańców, 31,80 km²
- Windelsbach, 1 055 mieszkańców, 38,51 km²